# Герцог Бедфорд

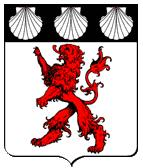
Герб герцогів Бедфордів з 1485 року до наших днів

Герцог Бедфорд (англ. Duke of Bedford) — герцогський титул Англії, а потім Великої Британії. Резиденцією герцогів з XVI століття слугує Вобернське абатство у Бедфордширі.

## Столітня війна
Вперше (1414) титул герцога Бедфордського було надано третьому сину англійського короля Генріха IV, Джону Плантагенету (1389—1435), видатному діячу Столітньої війни, регенту Франції з 1422 року. Його вдова, Жакетта Люксембурзька, стала дружиною графа Ріверса й народила дочку Єлизавету Вудвілл, дружину Едуарда IV й бабусю Генріха VIII.
Титул герцога Бедфорда перейшов спочатку (1469) до Джорджа Невілла, племінника «творця королів» Воріка, який, однак, невдовзі знову був позбавлений титулу. Слідом за тим Генріх VII надав титул (1485) своєму дядькові Джасперу Тюдору, що здобув для нього перемогу під Босвортом. Він не залишив нащадків, яким міг би передати герцогський титул.

## Дім Расселів

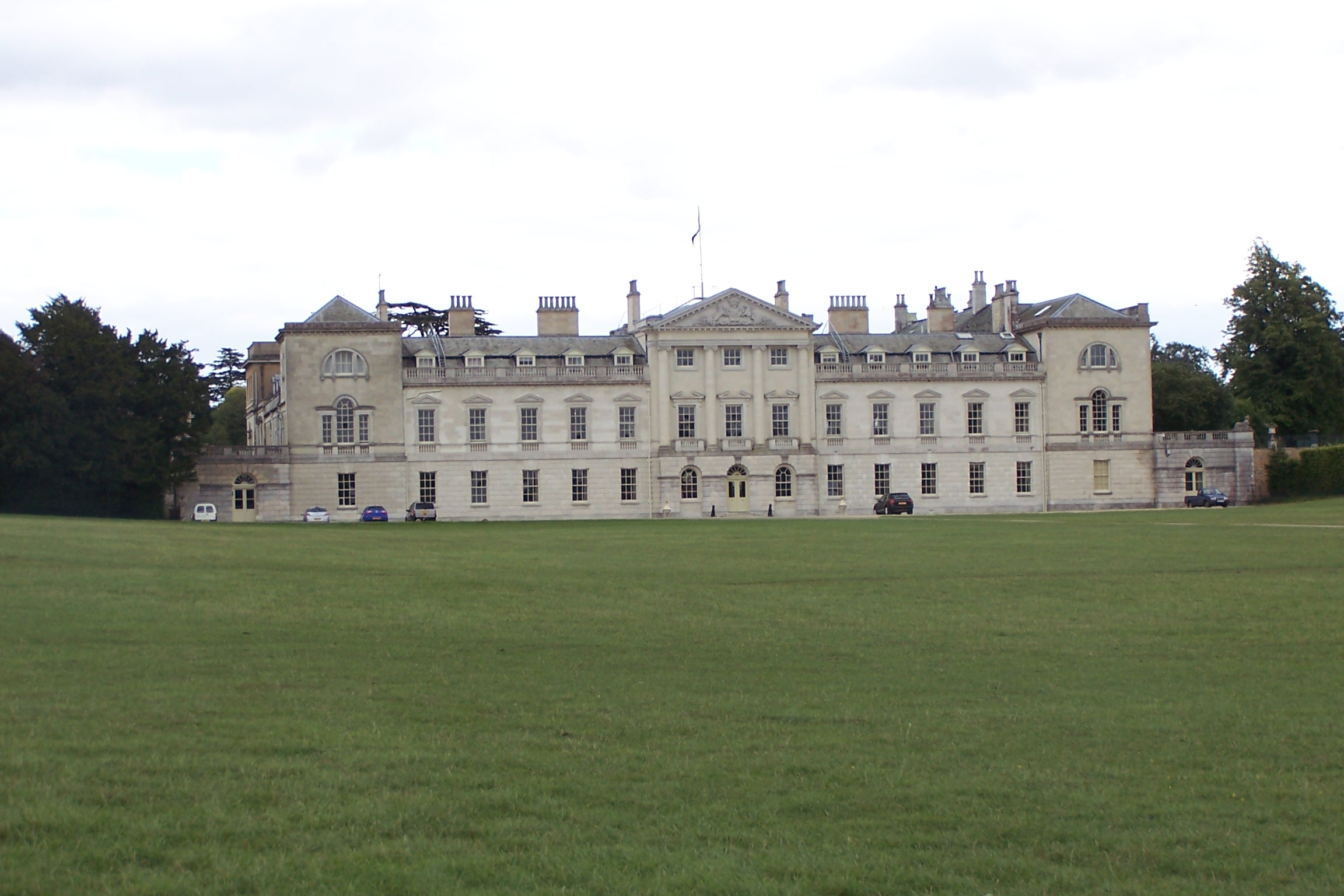
Резиденція герцогів Бедфорд — Вобернське абатство

Герцогський титул було відновлено тільки через 200 років (1694) для Вільяма з дому Расселів, глава якого з 1550 року мав титул графа Бедфорда. Представники цього дому займались забудовою лондонського кварталу Блумсбері, де їхні імена надано багатьом площам, зокрема Бедфорд-сквер і Рассел-сквер. З цього роду походили, зокрема, прем'єр-міністр Джон Рассел та мислитель Бертран Рассел.
Дім герцогів Бедфордів з родини Расселів чинний донині. Нинішній власник титулу — Ендрю Айєн Генрі Рассел, 15-й герцог Бедфорд (нар. 1962), спадкоємець — Генрі Робін Чарльз Рассел, маркіз Тевісток, народився 7 червня 2005 року.

## Джерело
Энциклопедический словарь : в 86 т. (82 т. и 4 доп.). — СПб. : Ф. А. Брокгауз, И. А. Ефрон, 1890—1907. (рос.)